# PTK2
پروتئین تیروزین کیناز ۲ (انگلیسی: Protein Tyrosine Kinase 2) که با عنوانِ «کیناز چسبندگی موضعی» یا «FAK» هم شناخته می‌شود، نام یک پروتئین است که در انسان توسط ژن «PTK2» کُد می‌شود.
این پروتئین در چسبندگی سلولی و تحرک‌شان دخالت دارد.
ثابت شده‌است که اگر جلوی فعالیت این مولکول گرفته شود، احتمالِ متاستازِ سلول‌های بدخیم در سرطان پستان به‌دلیل تحرک کمتر، کاهش می‌یابد.
سطح آران‌ای پیام‌رسان (mRNA) این پروتئین، در حدود ۳۷٪ از موارد «سرطان تخمدان سِـروزی» و در حدود ۲۶٪ از موارد تهاجمیِ سرطان پستان و چند بدخیمی دیگر افزایش می‌یابد.
پروتئین تیروزین کیناز ۲ با مولکول‌های دیگری همچون STAT1، C-Src، BMX، پی۵۳، CD61 و GRB7 تعامل پروتئین-پروتئین دارد.

## بیشتر بخوانید
- Iwata S, Ohashi Y, Kamiguchi K, Morimoto C (June 2000). "Beta 1-integrin-mediated cell signaling in T lymphocytes". Journal of Dermatological Science. 23 (2): 75–86. doi:10.1016/S0923-1811(99)00096-1. PMID 10808124.
- Schaller MD (July 2001). "Biochemical signals and biological responses elicited by the focal adhesion kinase". Biochimica et Biophysica Acta. 1540 (1): 1–21. doi:10.1016/S0167-4889(01)00123-9. PMID 11476890.
- Panetti TS (January 2002). "Tyrosine phosphorylation of paxillin, FAK, and p130CAS: effects on cell spreading and migration". Frontiers in Bioscience. 7: d143-50. doi:10.2741/panetti. PMID 11779709.
- Hauck CR, Hsia DA, Schlaepfer DD (February 2002). "The focal adhesion kinase--a regulator of cell migration and invasion". IUBMB Life. 53 (2): 115–9. doi:10.1080/15216540211470. PMID 12049193.
- Hanks SK, Ryzhova L, Shin NY, Brábek J (May 2003). "Focal adhesion kinase signaling activities and their implications in the control of cell survival and motility". Frontiers in Bioscience. 8: d982-96. doi:10.2741/1114. PMID 12700132.
- Gabarra-Niecko V, Schaller MD, Dunty JM (December 2003). "FAK regulates biological processes important for the pathogenesis of cancer". Cancer Metastasis Reviews. 22 (4): 359–74. doi:10.1023/A:1023725029589. PMID 12884911.